# Hyper Rally
Hyper Rally (ook wel HyperRally) is een computerspel dat in 1985 werd ontwikkeld door Konami voor de MSX-computer. De bedoeling van het autoracespel is binnen een gestelde tijdslimiet met een bepaalde klassering de finish te halen. De speler start achter in het veld en moet naar voren zien te komen door de voorliggers in te halen. Het aantal auto's dat ingehaald moet worden, wordt elk level hoger. De auto die de speler bestuurt heeft twee versnellingen, hoog en laag en slipt in de bochten. Het perspectief van het spel is in de derde persoon.